# Base debole
Una base debole è una sostanza chimica che, quando disciolta in acqua, si dissocia solo parzialmente producendo ioni OH- o accettando protoni (secondo la definizione di Brønsted).
Quando una base debole si trova in soluzione con uno dei suoi sali, in concentrazioni comparabili, allora il composto risultante è una soluzione tampone in grado di limitare le variazioni di pH per moderate aggiunte di acidi/ basi forti o per più sostenute aggiunte di acidi/basi deboli.
Sebbene le principali basi deboli siano basi organiche, fra le quali le ammine, tra le basi inorganiche più comuni si ricorda l'ammoniaca.